# Valencia
Valencia (valencianska och officiellt: València) är en stad i östra Spanien mitt i Levantebukten mellan Costa Blanca och Costa del Azahar. Det är Spaniens tredje största stad och har cirka 800 000 invånare i kommunen samt cirka 1,6 miljoner invånare i storstadsområdet.
Valencia är också huvudstad i den autonoma regionen Valencia samt i provinsen med samma namn, Valencia. Staden är belägen mitt i Levantebuktens kust mot Medelhavet, vid floden Turias utlopp.

## Historia
Staden grundades cirka 137–138 f.Kr. som en romersk koloni av konsuln Décimo Junio Bruto Galaico och fick namnet Valentia Edetanorum. Ett antal århundraden senare, år 714, intogs staden av morer. De påverkade språket, religionen och traditioner, införde bevattningssystem och nya grödor, exempelvis ris och citrusfrukter. År 1238 erövrade den kristne kung Jakob I av Aragonien staden, och delade upp marken mellan adeln som hjälpte honom med erövringen, såsom det står beskrivet i Llibre del Repartiment. Han införde även nya lagar som gällde för Valencia, los Fueros de Valencia, som senare kom att utökas att gälla resten av kungariket Valencia. Under 1700-talet drog Filip V in fördelar och rättigheter som staden åtnjutit som straff för att kungariket Valencia allierade sig med det österrikiska huset Habsburg under det spanska tronföljdskriget. Inte förrän år 1982 fick det gamla kungariket Valencia åter självstyre, och man instituerade staden Valencia som huvudstad i den nuvarande autonoma regionen la Comunidad Valenciana, med egna stadgar.

## Natur och klimat
Valencia har ett subtropiskt klimat med inslag av ett medelhavsklimat.
Vanliga dagstemperaturer i januari är 15–17 °C, och under natten 5–9 °C. Vanliga dagstemperaturer under augusti är 27–32 °C, och under natten 20–22 °C. Den årliga genomsnittliga temperaturen under dagen är 22 °C och under natten 13 °C.
Normala temperaturer och nederbörd i Valencia:
|                                            | Jan | Feb | Mar | Apr | Maj | Jun | Jul | Aug | Sep | Okt | Nov | Dec |
| ------------------------------------------ | --- | --- | --- | --- | --- | --- | --- | --- | --- | --- | --- | --- |
| Normaldygnets maximitemperaturs medelvärde | 16  | 17  | 19  | 20  | 23  | 26  | 29  | 30  | 28  | 24  | 20  | 17  |
| Normaldygnets minimitemperaturs medelvärde | 7   | 8   | 9   | 11  | 14  | 18  | 21  | 21  | 19  | 14  | 10  | 8   |
|                                            |     |     |     |     |     |     |     |     |     |     |     |     |
| Nederbörd                                  | 36  | 32  | 35  | 37  | 34  | 23  | 9   | 19  | 51  | 74  | 51  | 52  |

| Diagram | temperaturer i °C • månadsnederbörd i mm | temperaturer i °C • månadsnederbörd i mm | temperaturer i °C • månadsnederbörd i mm | temperaturer i °C • månadsnederbörd i mm | temperaturer i °C • månadsnederbörd i mm | temperaturer i °C • månadsnederbörd i mm | temperaturer i °C • månadsnederbörd i mm | temperaturer i °C • månadsnederbörd i mm | temperaturer i °C • månadsnederbörd i mm | temperaturer i °C • månadsnederbörd i mm | temperaturer i °C • månadsnederbörd i mm | temperaturer i °C • månadsnederbörd i mm |
|         | 36 16 7                                  | 32 17 8                                  | 35 19 9                                  | 37 20 11                                 | 34 23 14                                 | 23 26 18                                 | 9 29 21                                  | 19 30 21                                 | 51 28 19                                 | 74 24 14                                 | 51 20 10                                 | 52 17 8                                  |

| Jan   | Feb   | Mar   | Apr   | Maj   | Jun   | Jul   | Aug   | Sep   | Okt   | Nov   | Dec   |
| ----- | ----- | ----- | ----- | ----- | ----- | ----- | ----- | ----- | ----- | ----- | ----- |
| 15 °C | 15 °C | 15 °C | 16 °C | 18 °C | 21 °C | 24 °C | 26 °C | 25 °C | 22 °C | 19 °C | 16 °C |

## Kommunikationer
Valencias hamn är den största på Medelhavets västkust, den största i Spanien räknat i containertrafik från 2008 och den näst största i Spanien i total trafik, som hanterar cirka 20 procent av Spaniens export. Den huvudsakliga exporten består av matvaror och drycker, apelsin och andra citrusfrukter, möbler, keramik, textil och järnprodukter, vilket speglar regionens huvudsakliga näringsindustri.
Förutom fraktfartyg servar hamnen även passagerarfartyg (inklusive linjetrafiken till Balearerna), fiskeflotta, samt en sektor för fritids- och sportbåtar. Den prestigefulla seglingstävlingen Americas Cup har haft sin bas i Valencia vid två tillfällen, 2007 och 2010. Hela hamnområdet delades upp och fick sig ett lyft inför detta, samt säkra renare vatten till hamnens publika rekreationsområde.
Järnvägsnätet inbegriper dels ett metronät, regionaltrafik samt reguljärtrafik med snabbtåg till både Madrid och Barcelona.
Den viktiga motorvägen AP-7 går förbi Valencia.
Den internationella flygplatsen Valencias flygplats är belägen strax väster om staden i förortsområdet Manises.

## Kultur och nöjen
Valencia är känt för apelsiner, fotbollslagen Levante UD och Valencia CF och paella – risrätten som räknas bland de spanska nationalrätterna. I Spanien är Valencia även känt för sitt sena uteliv och det rika kulturutbudet samt de välbesökta tävlingshelgerna på den publikvänliga racingbanan Circuit de la Comunitat Valenciana Ricardo Tormo strax utanför staden.
Les Falles (Las Fallas på kastilianska) är den enskilt största fiestan i Valencia. Den kulminerar då gigantiska papier-machéfigurer förs i procession genom staden, varefter samtliga utom vinnaren i paraden bränns upp natten mellan 19 och 20 mars. Festligheterna varar från den 15 till den 19 mars och hålls till regionens skyddshelgon Sankt Josefs ära; 19 mars är Sankt Josefsdagen. Men redan den 1 mars börjar man hetta upp stämningen med aktiviteter och arrangemang som masclétas och petardos; knallfyrverkeri och tunga smatterband.
Arkitekten Santiago Calatrava är från Valencia och har satt sin prägel på staden. Bland hans verk i Valencia återfinns en bro över den omdirigerade floden Turia som i folkmun ofta kallas Calatravabron då det var ett av hans första verk. Ciutat de les Arts i les Ciències (vetenskapsstaden) är ett stort komplex med flera futuristiska byggnader där de flesta är utformade av Calatrava. Bland dessa byggnader finns operahuset Palau de les Arts Reina Sofia, IMAX-biografen Hemisfèric, vetenskapsmuseet Museu de les Ciències Príncep Felipe, kongresshallen Ágora och det oceanografiska museet l'Oceanogràfic som är ett av Europas största och är uppdelat i sektioner efter den fauna som återfinns i vår planets största hav. I museet, som är över 100 000 m² stort, finner man bland annat delfiner, pingviner, valar och valrossar. Enorma mängder havsvatten pumpas in färskt från Medelhavet genom långa rör för att undvika eventuella föroreningar från hamnen. Det oceaneografiska museets lokaler är dock ritade av den framlidne Félix Candela. Flera höghus i samma stil som Turning Torso i Malmö har projekterats.
Bland de lokala specialiteterna finner man, förutom paellan, Fartons, dryckerna Agua de Valencia samt tigernötsdrycken Horchata de Chufa, och Fideua – en pastavariant på risrätten paella. I stadens centrum finns El Mercado Central, den enorma saluhallen konstruerad i moderniststil år 1914, och kan närmast betraktas som en matkatedral med sin över 30 meter höga kupol och ljusinsläpp högt upp i taket. Saluhallen är byggd på en marknadsplats med anor tusen år tillbaka under Valencias moriska period. Där inne säljs all möjlig typ av mat och råvara, såsom fisk, frukt, kött, kryddor och örter. Utanför säljs bland annat paellajärn. Mercado Central är en av Spaniens största och en av Europas äldsta saluhallar som fortfarande är i bruk. Den hyser ungefär 400 näringsidkare, som med 1500 anställda driver matvarubutiker, matstånd, restauranger med mera; ett mycket populärt tillhåll, såväl bland turister som inhemska valenciabor.

### Mat
Valencia är känt för sin matkultur. Staden är födelseort för rätten paella – en risrätt med kött (vanligen kyckling eller kanin), fisk och skaldjur. Andra traditionella rätter i det valencianska köket är "fideuà", "arròs a banda", "arròs negre" (svart ris), "fartons", "bunyols", spansk omelett, "pinchos" och "calamares" (bläckfisk).
Valencia är också hemstaden för den kalla drycken orxata, som framställs av malen jordmandel och är en populär dryck i många delar av världen, inte minst i Latinamerika.